# Carlotta Guglielmina di Sassonia-Coburgo-Saalfeld
Carlotta Guglielmina di Sassonia-Coburgo-Saalfeld (Coburgo, 14 giugno 1685 – Hanau, 5 aprile 1767) è stata una principessa di Sassonia-Coburgo-Saalfeld ed una contessa consorte di Hanau-Münzenberg.

## Biografia

### Infanzia
Carlotta Guglielmina era figlia del duca Giovanni Ernesto di Sassonia-Coburgo-Saalfeld e della sua prima moglie, la duchessa Sofia Edvige di Sassonia-Merseburg (1666-1686).

### Matrimonio
Venne data in moglie al conte Filippo Reinardo di Hanau-Münzenberg (1664-1712), portandogli in dote 18.000 fiorini. Fu la sua seconda moglie e gli sopravvisse più di mezzo secolo. Questo matrimonio, tuttavia, rimase senza figli.

### Vedovanza
Dopo la morte del marito, Carlotta Guglielmina ricevette il  castello di Babenhausen come dimora vedovile. Dopo il 1736, a seguito della morte del conte Giovanni Reinardo III, essendosi estinta la casata degli Hanauer, la contea fu divisa tra l'Assia-Kassel e l'Assia-Darmstadt. In tale occasione le venne assegnata quale casa padronale, la "Casa del Sale" nella città vecchia di Hanau, dove morì.

### Morte
Con la sua morte scomparve l'ultimo membro superstite della famiglia dei signori della contea di Hanau. Fu sepolta l'11 aprile 1767 nella tomba di famiglia dei conti d'Hanau, nella chiesa luterana di Hanau (ora nota come Chiesa vecchia di San Giovanni). La tomba è stata in gran parte distrutta durante i bombardamenti della seconda guerra mondiale.

## Ascendenza
|                                                |                                  |                                        | Genitori                                |  |  | Nonni |  |  | Bisnonni                       |  |  | Trisnonni                             |  |
|                                                |                                  |                                        |                                         |  |  |       |  |  | Giovanni II di Sassonia-Weimar |  |  | Giovanni Guglielmo di Sassonia-Weimar |  |
|                                                |                                  |                                        |                                         |  |  |       |  |  | Giovanni II di Sassonia-Weimar |  |  | Giovanni Guglielmo di Sassonia-Weimar |  |
|                                                |                                  | Dorotea Susanna di Wittelsbach-Simmern |                                         |  |  |       |  |  | Giovanni II di Sassonia-Weimar |  |  |                                       |  |
| Ernesto I di Sassonia-Gotha-Altenburg          |                                  |                                        |                                         |  |  |       |  |  | Giovanni II di Sassonia-Weimar |  |  |                                       |  |
|                                                |                                  | Dorotea Maria di Anhalt                | Gioacchino Ernesto di Anhalt            |  |  |       |  |  |                                |  |  |                                       |  |
|                                                |                                  | Dorotea Maria di Anhalt                | Gioacchino Ernesto di Anhalt            |  |  |       |  |  |                                |  |  |                                       |  |
|                                                |                                  | Dorotea Maria di Anhalt                | Eleonora del Württemberg                |  |  |       |  |  |                                |  |  |                                       |  |
| Giovanni Ernesto di Sassonia-Coburgo-Saalfeld  |                                  | Dorotea Maria di Anhalt                |                                         |  |  |       |  |  |                                |  |  |                                       |  |
|                                                |                                  | Giovanni Filippo di Sassonia-Altenburg | Federico Guglielmo I di Sassonia-Weimar |  |  |       |  |  |                                |  |  |                                       |  |
|                                                |                                  | Giovanni Filippo di Sassonia-Altenburg | Federico Guglielmo I di Sassonia-Weimar |  |  |       |  |  |                                |  |  |                                       |  |
|                                                |                                  | Giovanni Filippo di Sassonia-Altenburg | Anna Maria del Palatinato-Neuburg       |  |  |       |  |  |                                |  |  |                                       |  |
| Elisabetta Sofia di Sassonia-Altenburg         |                                  | Giovanni Filippo di Sassonia-Altenburg |                                         |  |  |       |  |  |                                |  |  |                                       |  |
|                                                |                                  | Elisabetta di Brunswick-Wolfenbüttel   | Enrico Giulio di Brunswick-Lüneburg     |  |  |       |  |  |                                |  |  |                                       |  |
|                                                |                                  | Elisabetta di Brunswick-Wolfenbüttel   | Enrico Giulio di Brunswick-Lüneburg     |  |  |       |  |  |                                |  |  |                                       |  |
|                                                |                                  | Elisabetta di Brunswick-Wolfenbüttel   | Elisabetta di Danimarca                 |  |  |       |  |  |                                |  |  |                                       |  |
| Cristiano Ernesto di Sassonia-Coburgo-Saalfeld |                                  | Elisabetta di Brunswick-Wolfenbüttel   |                                         |  |  |       |  |  |                                |  |  |                                       |  |
|                                                | Filippo VII di Waldeck-Wildungen | Cristiano di Waldeck-Wildungen         |                                         |  |  |       |  |  |                                |  |  |                                       |  |
|                                                | Filippo VII di Waldeck-Wildungen | Cristiano di Waldeck-Wildungen         |                                         |  |  |       |  |  |                                |  |  |                                       |  |
|                                                | Filippo VII di Waldeck-Wildungen | Elisabetta di Nassau-Siegen            |                                         |  |  |       |  |  |                                |  |  |                                       |  |
| Giosia II di Waldeck-Wildungen                 | Filippo VII di Waldeck-Wildungen |                                        |                                         |  |  |       |  |  |                                |  |  |                                       |  |
|                                                |                                  | Anna Caterina di Sayn-Wittgenstein     | Luigi II di Sayn-Wittgenstein           |  |  |       |  |  |                                |  |  |                                       |  |
|                                                |                                  | Anna Caterina di Sayn-Wittgenstein     | Luigi II di Sayn-Wittgenstein           |  |  |       |  |  |                                |  |  |                                       |  |
|                                                |                                  | Anna Caterina di Sayn-Wittgenstein     | Giuliana di Solms-Braunfels             |  |  |       |  |  |                                |  |  |                                       |  |
| Carlotta Giovanna di Waldeck-Wildungen         |                                  | Anna Caterina di Sayn-Wittgenstein     |                                         |  |  |       |  |  |                                |  |  |                                       |  |
|                                                |                                  | Guglielmo di Nassau-Hilchenbach        | Giovanni VII di Nassau-Siegen           |  |  |       |  |  |                                |  |  |                                       |  |
|                                                |                                  | Guglielmo di Nassau-Hilchenbach        | Giovanni VII di Nassau-Siegen           |  |  |       |  |  |                                |  |  |                                       |  |
|                                                |                                  | Guglielmo di Nassau-Hilchenbach        | Maddalena di Waldeck-Wildungen          |  |  |       |  |  |                                |  |  |                                       |  |
| Guglielmina Cristina di Nassau-Siegen          |                                  | Guglielmo di Nassau-Hilchenbach        |                                         |  |  |       |  |  |                                |  |  |                                       |  |
|                                                |                                  | Cristina di Erbach                     | Giorgio III di Erbach-Breuberg          |  |  |       |  |  |                                |  |  |                                       |  |
|                                                |                                  | Cristina di Erbach                     | Giorgio III di Erbach-Breuberg          |  |  |       |  |  |                                |  |  |                                       |  |
|                                                |                                  | Cristina di Erbach                     | Maria di Barby-Mühlingen                |  |  |       |  |  |                                |  |  |                                       |  |
|                                                |                                  | Cristina di Erbach                     |                                         |  |  |       |  |  |                                |  |  |                                       |  |